# 부가티 타입 35

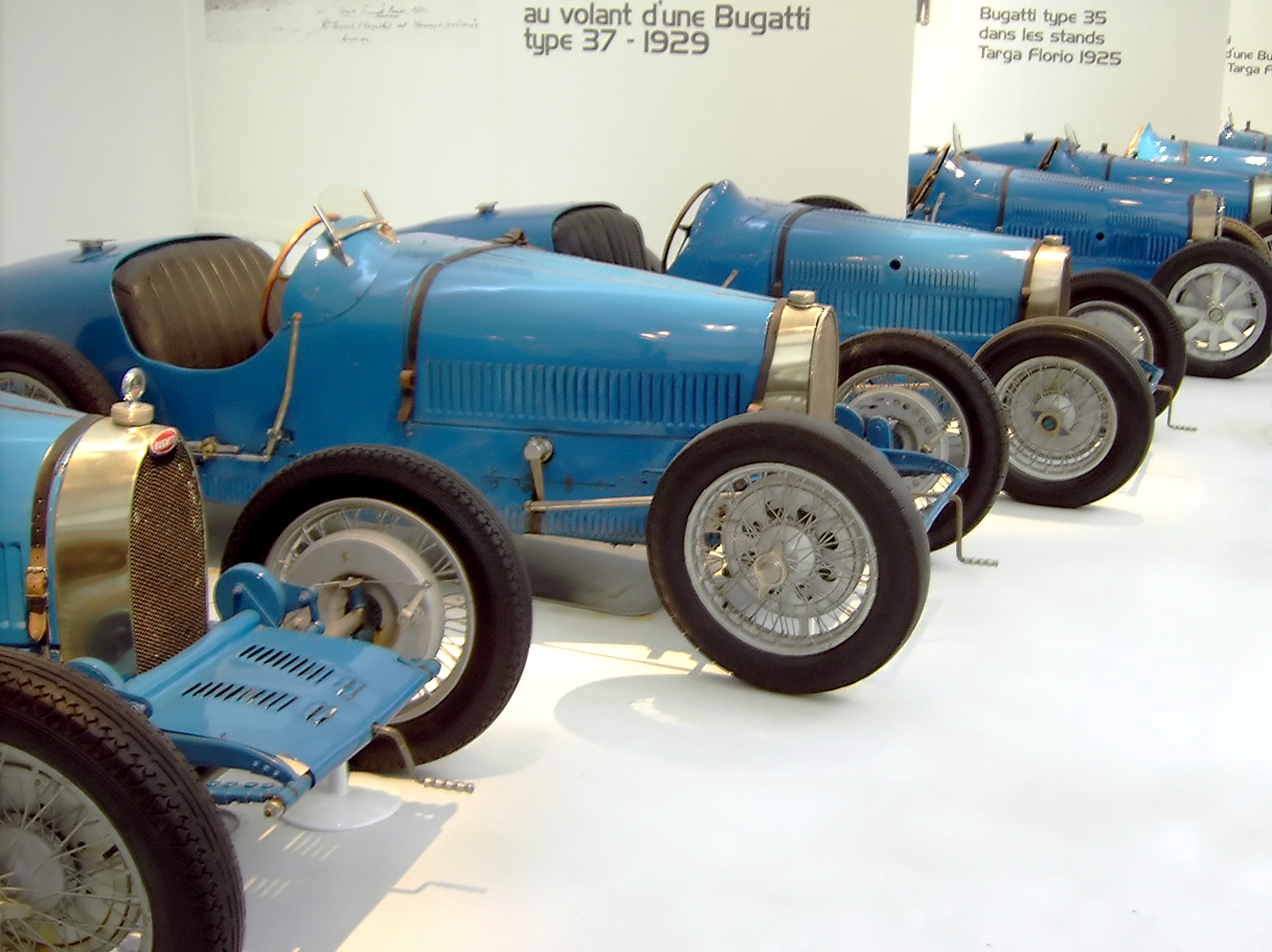
부가티 박물관에 있는 부가티 타입 37(왼쪽)과 타입 35(오른쪽)

부가티 타입 35(Bugatti Type 35)는 부가티의 경주용 자동차 중 가장 성공한 모델이다. 아울러 부가티 자동차의 상징인 유명한 말발굽 모양의 라디에이터 그릴을 장착한 첫 번째 모델이기도 하다.
타입 35는 1924년 8월 3일 리옹에서 열린 프랑스 그랑프리 자동차 경주에 처녀 출전한 이래로, 타르가 플로리오 대회에서 1925년부터 1929년까지 5년 연속 우승을 비롯하여 당대의 각종 자동차 경주 대회에서 천번 이상의 승리를 거둔 경이적인 모델이다.

## 타입 35
최초의 모델에는 이전 타입 29에서 사용되었던 2.0리터 3-밸브의 오버헤드 캠 직렬 8기통 엔진이 개선되어 장착되었다. 새로운 동력장치에는 5개의 주 베어링이 독특한 볼 베어링 시스템으로 사용되고 있었다. 이 볼 베버링 시스템으로 인해 엔진은 6000알피엠에서 90마력의 힘을 발휘했다. 판상 스프링의 일체형 차축이 앞, 뒤 바퀴에 사용되었고, 드럼 브레이크가 채택되었다.
- 전장 : 3,680밀리미터
- 전폭 : 1,320밀리미터
- 축거 : 2,400밀리미터
- 중량 : 750킬로그램

## 타입 35A

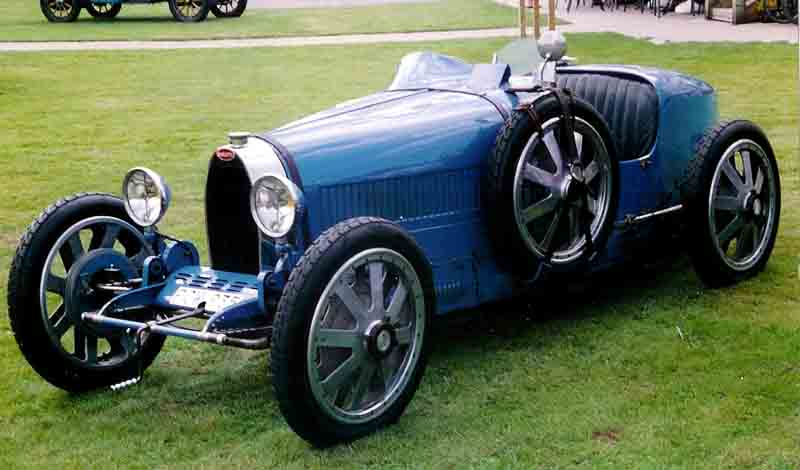
1925년 타입 35A 그랑프리 레이서

타입 35에 비해 덜 비싼 모델로 1925년 5월에 발표되었다. 이 모델은 타입 35A란 이름으로 발표되었으나, 사람들은 타입 35A를 유사 보석 메이커의 이름을 따서 "테클라"(Tecla)로 불렀다. 테클라 엔진은 세개의 평면 베어링, 더 작아진 밸브, 그리고 타입 30에서 사용되었던 코일 점화 방식이 사용되었다. 타입 35는 총 139대가 팔려 나갔다.

## 타입 35C

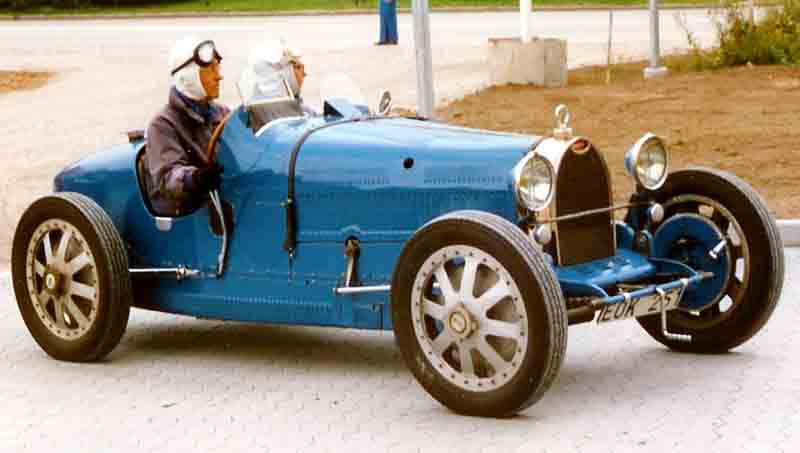
1926년 타입 35C 그랑프리 레이서

에토레 부가티는 과급기에 대해 부정적인 생각을 가지고 있었음에도, 타입 35C에는 루츠형 슈퍼차저가 장착되었다. 출력은 약 128마력이었고, 1928년와 1930년 프랑스 그랑프리 자동차 경주에서 우승했다.

## 타입 35T
1926년 부가티는 타르가 플로리오 경주를 위해 특별한 모델을 공개했다. 공식적으로 타입 35T이지만, 사람들은 공개 후 곧바로 타르가 플로리오 모델이라 불렀다. 배기량은 2.3리터였지만, 그랑프리 대회 규칙이 바뀌어 최대 엔진 배기량이 2.0리터로 제한되면서 단 13대만 생산되었다.

## 타입 35B

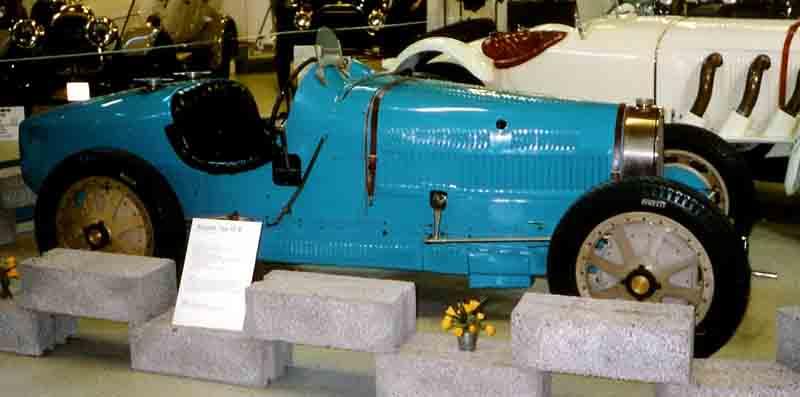
1929년 타입 35B 그랑프리 레이서

타입 35 시리즈 중 마지막 버전으로 1927년 발표되었다. 원래 이름은 타입 35TC인데, 엔진은 타입 35T의 2.3리터 엔진을 사용했고, 타입 35C에서 사용된 큰 슈퍼차저가 추가되었다. 엔진 출력은 138마력이었고, 1929년 프랑스 그랑프리 자동차 경주에서 우승하였다.